# Tony Pollard
Tony Pollard (geboren am 30. April 1997 in Memphis, Tennessee) ist ein US-amerikanischer American-Football-Spieler auf der Position des Runningbacks. Er spielte College Football für die University of Memphis. Seit 2024 steht er bei den Tennessee Titans in der National Football League (NFL) unter Vertrag, zuvor spielte er fünf Jahre lang für die Dallas Cowboys.

## College
Pollard besuchte die Melrose High School in seiner Heimatstadt Memphis, Tennessee, und spielte dort Football als Wide Receiver und als Defensive Back. Ab 2015 ging er auf die University of Memphis, um College Football für die Memphis Tigers zu spielen. Nach einem Redshirtjahr wurde Pollard in der Saison 2016 in 13 Spielen eingesetzt, davon siebenmal als Starter. Dabei erzielte er 159 Yards Raumgewinn im Laufspiel und 298 im Passspiel, war jedoch vor allem als Kick Returner erfolgreich. Ihm gelang gegen die Temple Owls der erste Kickoff-Return-Touchdown der Tigers seit 1996, gegen die Navy Midshipmen erzielte er einen weiteren Return-Touchdown. Für seine Leistungen als Return Specialist wurde Pollard in das All-Star-Team der American Athletic Conference (AAC) sowie zum Special Teams Player of the Year in der AAC gewählt. Diese beiden Ehrungen erhielt er auch in der Saison 2017, als ihm vier Kick-Return-Touchdowns gelangen. Mit einem Durchschnitt von 40,0 Yards pro Return war Pollard landesweit führend. Als Runningback war Pollard 2017 ebenso wie im Jahr darauf Ergänzungsspieler hinter Darrell Henderson. Im Birmingham Bowl 2018 verzeichnete Pollard sein einziges Spiel am College mit über 100 Rushing-Yards. Insgesamt erzielte er bei der Niederlage gegen die Wake Forest Demon Deacons 318 Yards Raumgewinn. Es war zugleich sein letztes Spiel für die Memphis Tigers, anschließend gab er seine Anmeldung für den NFL Draft bekannt. Mit sieben Kickoff-Return-Touchdowns in seiner Karriere hält Pollard zusammen mit Tyron Carrier, Rashaad Penny und C. J. Spiller den geteilten Rekord in der NCAA Division I Football Bowl Subdivision (FBS).

## NFL
Pollard wurde im NFL Draft 2019 in der 4. Runde an 128. Stelle von den Dallas Cowboys ausgewählt. Er ging als zweiter Runningback hinter Ezekiel Elliott in seine Rookiesaison. Pollard erzielte am dritten und am fünfzehnten Spieltag über 100 Yards Raumgewinn. Insgesamt erlief er als Rookie 455 Yards und zwei Touchdowns, zudem fing er einen Touchdownpass. Mit einem Durchschnitt von 5,3 Yards pro Lauf übertraf er den von Elliott (4,5 Yards). Zudem wurde er als Kick Returner eingesetzt. In der Saison 2020 übernahm Pollard die meisten Kickoff-Returns der Cowboys, sein längster Return ging über 67 Yards. Wegen einer Verletzung von Elliott bestritt Pollard 2020 zwei Partien als Starter. Er kam auf 435 Rushing-Yards und insgesamt fünf Touchdowns. Im Durchschnitt kam Pollard auf 4,3 Yards Raumgewinn pro Lauf, womit er wiederum besser abschnitt als Elliott, der 4,0 Yards pro Lauf erzielte. Auch in der Saison 2021 blieb Pollard zweiter Runningback hinter Elliott. An Thanksgiving gelang Pollard ein Kickoff-Return-Touchdown über 100 Yards gegen die Las Vegas Raiders. In seiner vierten NFL-Saison wurde Pollard erstmals in den Pro Bowl gewählt. Trotz etwas weniger Einsatzzeit als Elliott führte er die Cowboys mit 1007 erlaufenen Yards an und war mit 5,2 Yards pro Lauf wiederum deutlich effektiver als Elliott. In den Play-offs zog Pollard sich bei der Niederlage einen Bruch des Wadenbeins zu, was ihn auch zu Beginn der folgenden Saison noch beeinträchtigte.
Mit dem Ablauf seines Rookievertrags belegten die Cowboys Pollard mit dem Franchise Tag. Damit erhielt er für die folgende Saison einen garantierten Einjahresvertrag im Wert von 10,1 Millionen US-Dollar. In der Saison 2023 kam Pollard – nach dem Abgang von Elliott nun alleiniger Starter – mit 1005 erlaufenen Yards auf fast den gleichen Wert wie im Vorjahr, war aber mit nur 4,0 Yards pro Lauf deutlich weniger aktiv, zudem kam er nur in einem Spiel auf über 100 erlaufene Yards.
Im März 2024 unterschrieb Pollard einen Dreijahresvertrag über 24 Millionen US-Dollar bei den Tennessee Titans, um dort zusammen mit Tyjae Spears die Nachfolge von Derrick Henry nach dessen Abgang zu den Baltimore Ravens antreten.

### NFL-Statistiken
| 2019                               | DAL    | 15 | 0  | 86   | 455  | 5,3 | 44 | 2  | 15  | 107  | 7,1 | 21 | 1 | 14 | 245  | 17,5 | 30  | 0 | 1 | 0 |
| 2020                               | DAL    | 16 | 2  | 101  | 435  | 4,3 | 42 | 4  | 28  | 193  | 6,9 | 30 | 1 | 32 | 766  | 23,9 | 67  | 0 | 0 | 0 |
| 2021                               | DAL    | 15 | 0  | 130  | 719  | 5,5 | 58 | 2  | 39  | 337  | 8,6 | 32 | 0 | 17 | 489  | 28,8 | 100 | 1 | 2 | 0 |
| 2022                               | DAL    | 16 | 4  | 193  | 1007 | 5,2 | 57 | 9  | 39  | 371  | 9,5 | 68 | 3 | 0  | 0    | –    | 0   | 0 | 0 | 0 |
| 2023                               | DAL    | 17 | 17 | 252  | 1005 | 4,0 | 31 | 6  | 55  | 311  | 5,7 | 60 | 0 | 0  | 0    | –    | 0   | 0 | 3 | 1 |
| 2024                               | TEN    | 16 | 16 | 260  | 1079 | 4,2 | 41 | 5  | 41  | 238  | 5,8 | 30 | 0 | 0  | 0    | –    | 0   | 0 | 2 | 2 |
| Gesamt                             | Gesamt | 95 | 39 | 1022 | 4700 | 4,6 | 58 | 28 | 217 | 1556 | 7,2 | 68 | 5 | 63 | 1500 | 23,8 | 100 | 1 | 8 | 3 |
| Quelle: pro-football-reference.com |        |    |    |      |      |     |    |    |     |      |     |    |   |    |      |      |     |   |   |   |